# Коновалова, Лилия Николаевна
Ли́лия Никола́евна Конова́лова (до 1957 — Кале́ник; 20 февраля 1933, Новосибирск — 25 ноября 2015) — советская волейболистка, игрок сборной СССР (1955—1962). Двукратная чемпионка мира, 6-кратная чемпионка СССР. Нападающая. Заслуженный мастер спорта СССР (1956).

## Биография
Выступала за команду «Динамо» (Москва) (1953—1962). В её составе: чемпионка СССР (1953—1955, 1960, 1962), серебряный призёр союзных первенств (1957 и 1958), победитель Кубка СССР 1953, победитель Кубка европейских чемпионов 1961. В составе сборной Москвы становилась чемпионкой (1956) и серебряным призёром (1959) первенств СССР и Спартакиад народов СССР.
В сборной СССР в официальных соревнованиях выступала в 1955—1962 годах. В её составе: двукратная чемпионка мира (1956 и 1960), серебряный призёр мирового первенства 1962, серебряный призёр чемпионата Европы 1955.
После окончания игровой карьеры работала педагогом. Преподавала испанский язык в МГИМО.